# Međudržavna liga u hokeju na ledu
Međudržavna liga u hokeju na ledu (rus.: Межнациональная хоккейная лига) je bilo natjecanje u športu hokeju na ledu, koje je izraslo iz prvenstva ZND-a.
Održavala se od 1992. do 1996. godine. U ligi su bili okupljeni klubovi iz bivšega SSSR-a. Organizirala je prvenstvo i kup. 
Nakon 1996., MHL je rasformirana. Svi ruski klubovi su nastavili djelovati u sklopu Ruske hokejaške lige (Российская хоккейная лига), dok su se neruski klubovi nastavili igrati sudjelujući u vlastitim državnim natjecanjima.

## Pobjednici
| Seozna     | Prvak           | Doprvak         | Treći                                           | Osvajač kupa MHL-a |
| 1992/1993. | Dinamo (Moskva) | Lada (Toljatti) | Krylja Sovjetov (Moskva), Traktor (Čeljabinsk)  | -                  |
| 1993/1994. | Lada (Toljatti) | Dinamo (Moskva) | Traktor (Čeljabinsk)                            | Lada (Toljatti)    |
| 1994/1995. | Dinamo (Moskva) | Lada (Toljatti) | Metallurg (Magnitogorsk), Salavat Julajev (Ufa) | -                  |
| 1995/1996. | Lada (Toljatti) | Dinamo (Moskva) | Salavat Julajev (Ufa), Avangard (Omsk)          | Dinamo (Moskva)    |

Nakon ovih sezona, države sudionice su igrale vlastita natjecanja.